# Hradební (Praha)
Hradební ulice na Starém Městě v Praze spojuje ulice Dlouhá a Řásnovka. Nazvána je podle staroměstských hradeb, které dal postavit v letech 1232–34 český král Václav I. (1205–1253). Na začátku ulice je dům U Tří jetelových lístků, který v roce 1579 koupili úředníci kostela svatého Mikuláše, od 3. 5. 1958 kulturní památka České republiky. Na konci ulice je funkcionalistická budova paláce Merkur (vchod je z Revoluční ulice), kterou podle návrhu architekta Jaroslava Fragnera postavili v letech 1934–36.

## Historie a názvy
Od středověku vedla po ulici stará cesta od Vltavy vedle hradeb k Prašné bráně. V 16. století vznikl první název ulice "Baštová", který se v 18. století změnil do tvaru "Na baštách". Současný název "Hradební" se používá od poloviny 19. století.

## Budovy, firmy a instituce
- dům U tří jetelových lístků – Hradební 1, Dlouhá 39 a 41[4]
- Premier Apartments – Hradební 3[5]
- kolej Akademie múzických umění v Praze – Hradební 7[6]
- Clarion Hotel Prague Old Town – Hradební 9[7]
- Palác Merkur – Hradební 16, Revoluční 25[8]